# Henri Dupuy de Lôme
Pour les articles homonymes, voir Dupuy et Dupuy de Lôme.
Stanislas-Charles-Henri-Laurent Dupuy de Lôme, né au château de Soye à Ploemeur le 15 octobre 1816 et mort le 1er février 1885 à Paris 1er, est un ingénieur militaire du génie maritime et homme politique français.

## Biographie
Il est le fils du capitaine de frégate Claude Henri Dupuy de Lôme (1781-1854) et de Laurence Jeanne Julienne Esnoul Deschâteles (1786-1854), petite nièce du philosophe Julien Offray de La Mettrie et fille d'un important armateur de la puissante Compagnie des Indes du port de L'Orient. Il est également l'oncle de Enrique Dupuy de Lôme, ambassadeur d'Espagne aux États-Unis à la fin du XIXe siècle, dont la publication d'une lettre adressée par ce dernier aux autorités espagnoles diffamant le président McKinley contribua au déclenchement en 1898 de la guerre hispano-américaine.
Après ses études faites au collège de Lorient, il est reçu élève à l’École polytechnique le 20 octobre 1835.
Il épouse, le 1er septembre 1846, à Toulon, Claire Laurence Dorothée Aubert (1821-1901), dont il aura trois enfants : Laurence Claire (1847-1943), Cyprien Georges Henri Laurent (1850-?) et Marie Aglaë Henriette (1859-1944).
À sa sortie de l'École polytechnique, il rejoint le corps militaire des ingénieurs du génie maritime. Il se rend en Angleterre pour étudier les derniers perfectionnements des constructions navales. Il publie, en 1844  un plaidoyer en faveur de la construction métallique d'un navire, Mémoire sur la construction des bâtiments en fer. Ce mémoire a décidé le gouvernement de mettre en chantier des navires de ce type.

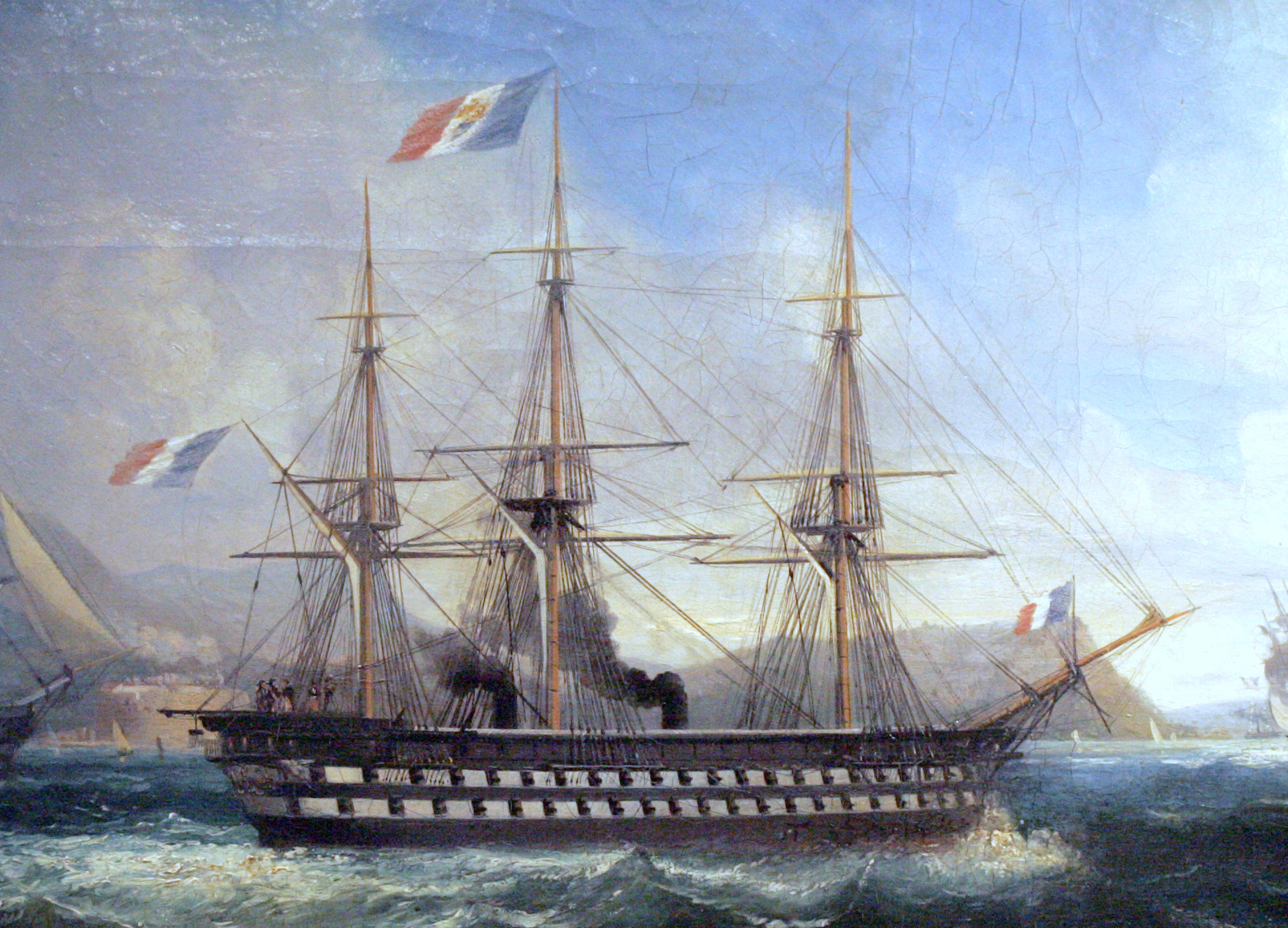
Le Napoléon (1850), premier navire de ligne à vapeur au monde.

Il est l'auteur de nombreuses inventions dans le domaine de la construction navale, on lui doit notamment :
- le premier navire de ligne à vapeur au monde, le Napoléon, lancé en 1850.
- le développement du procédé de la cuirasse avec la Gloire, premier vaisseau cuirassé d'Occident (1852).
- la conception, avec son ami Gustave Zédé, du premier sous-marin véritablement opérationnel, le Gymnote, lancé en 1888, soit trois ans après sa mort[α 1].

Son esprit inventif ne s’est pas limité au seul domaine maritime :
- Lorsque l'on songea à monter des canons de marine sur wagons, c'est Dupuy de Lôme qui en dessina les plans : le premier train blindé était né.

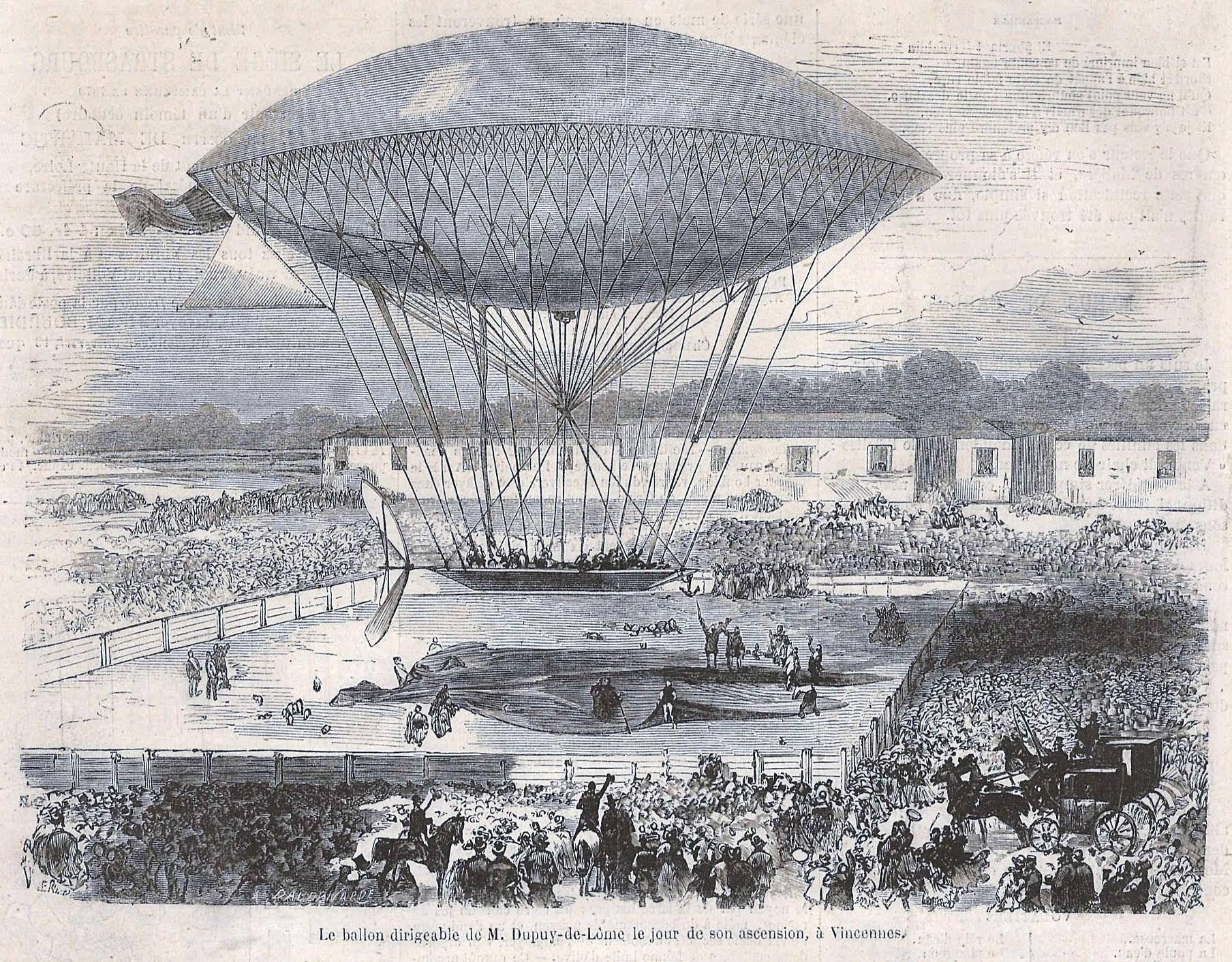
Gravure montrant l'envol de l'aérostat dirigeable de Henri Dupuy de Lôme depuis le cirque des artilleurs de Vincennes, le 2 février 1872.

Durant la guerre de 1870, le gouvernement de la Défense nationale lui confie, la mise au point d'un aérostat dirigeable mu par une hélice actionnée par l'effort de huit marins, se relayant par équipe de 4 toutes les demi-heures, dans la nacelle. Mais il n'a pas le temps de le mettre au point et l'aérostat dirigeable, censé extraire les parisiens de la zone occupée, ne servira qu'à extraire données et paramètres de la construction pour faire l'objet d'une parution scientifique. Gaston Tissandier relate et surtout relativise l’événement en le comparant à celui d'Henri Giffard dans L'Illustration no 2044 de la même année. Les frères Tissandier, Albert et Gaston, mettront au point un dirigeable à moteur électrique, mais c'est le dirigeable La France qui va accomplir la première mondiale en 1884, d'un vol en circuit fermé, avec Arthur Krebs et Charles Renard.
En 1857, il est appelé à la direction des constructions navales et du matériel au ministère de la Marine. Il conçoit pour l'arsenal de Cherbourg le nouveau yacht impérial de l'Empereur, L'Aigle. En 1861, il est nommé conseiller d'État hors section et est chargé de défendre devant les Chambres le budget de la marine. Il est élu membre de l'Académie des sciences en 1866. Il est député du Morbihan de 1869 à 1870 et sénateur inamovible de 1877 à 1885.
Le 10 juin 1869, Dupuy de Lôme prend sa retraite de la fonction publique et, appelé par son ami Armand Béhic, il entre au conseil d'administration des Messageries impériales comme vice-président. Durant 16 ans, il prend la direction de deux importantes compagnies : Les Messageries maritimes et les Forges et chantiers de la Méditerranée. Il rend d'éminents services, tant à la Marine marchande qu'à la Marine de guerre, par le biais des chantiers navals de La Ciotat et de La Seyne-sur-Mer.
En 1869, il félicitera également l'artiste Ignace-François Bonhommé pour ses dessins de l’arsenal de Toulon.

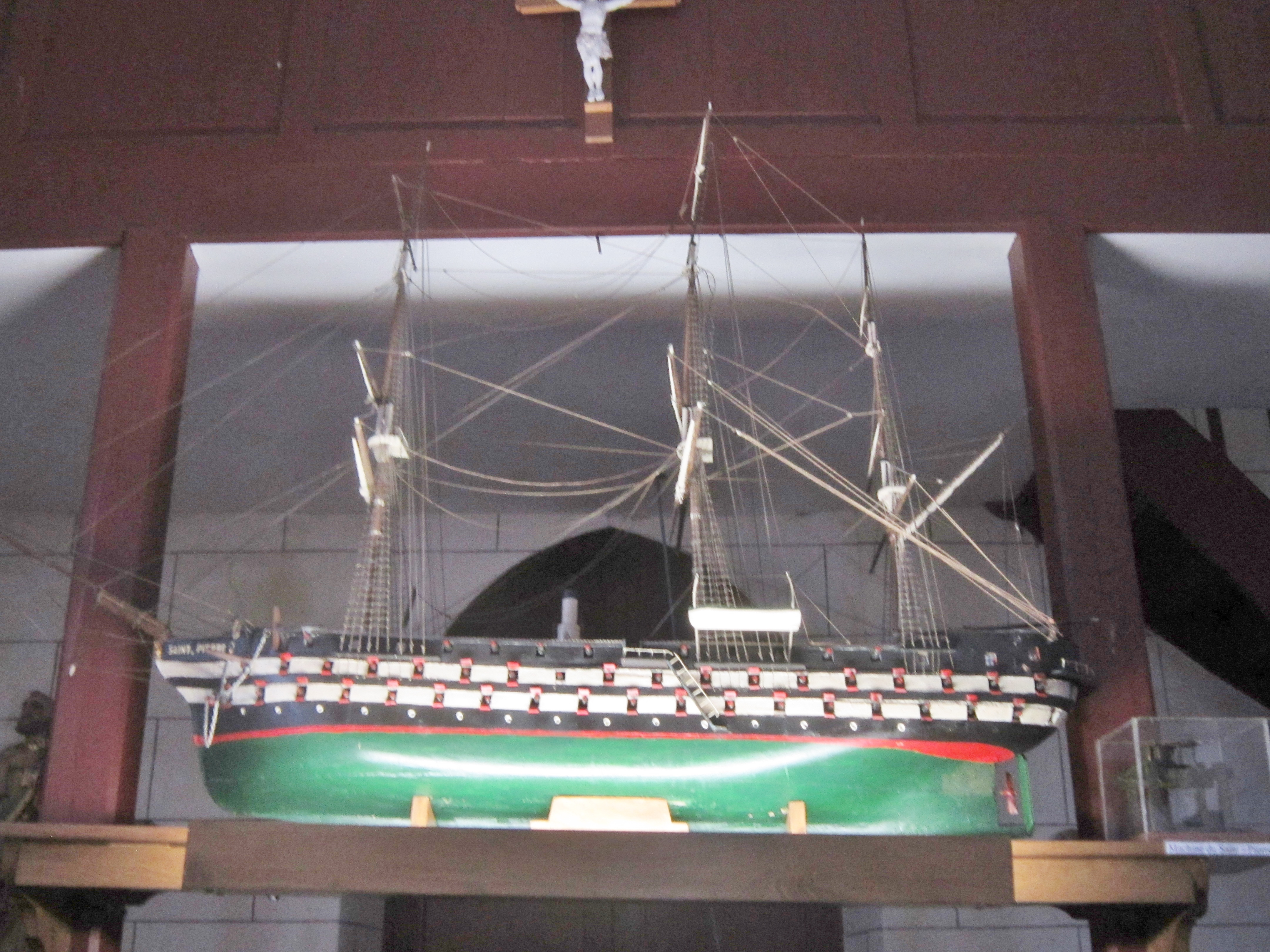
Ex-voto du vaisseau mixte Saint-Pierre, construit en 1850 (vers 1890-1895, chapelle Notre-Dame-de-Bonne-Nouvelle de Cléguer).
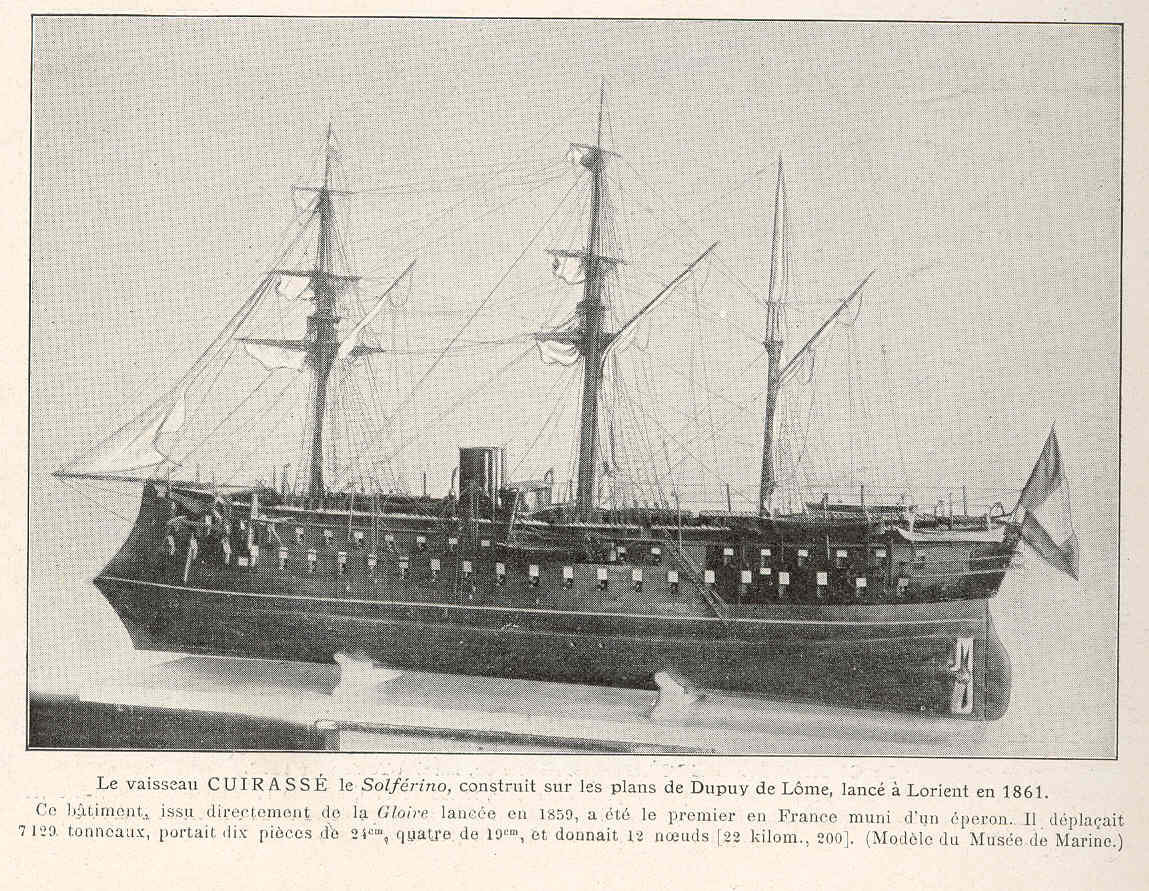
Maquette du Solférino, vaisseau cuirassé, 1861 (Musée national de la Marine, Paris) 1.
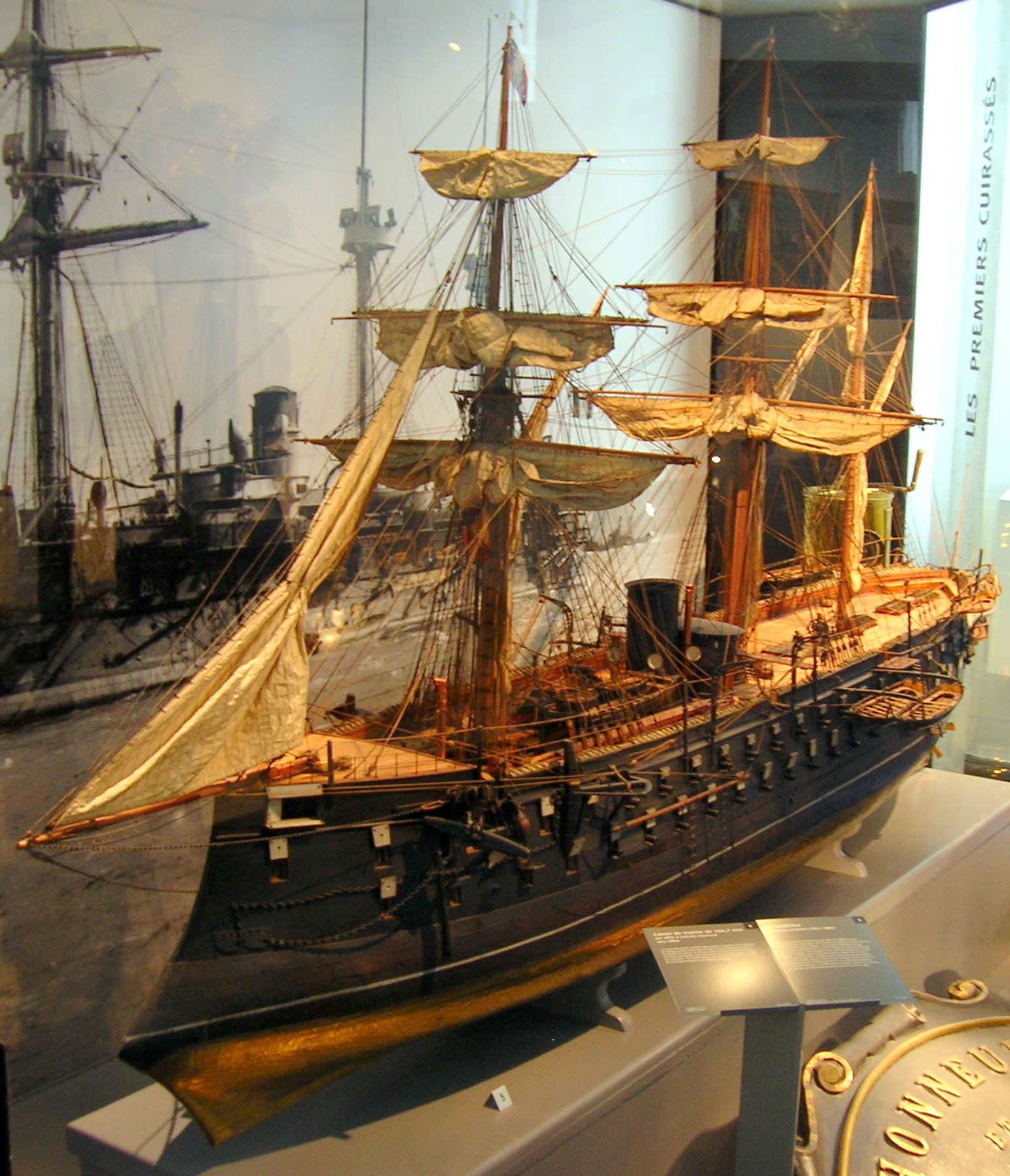
Maquette du Solférino, vaisseau cuirassé, 1861 (Musée national de la Marine, Paris) 2.
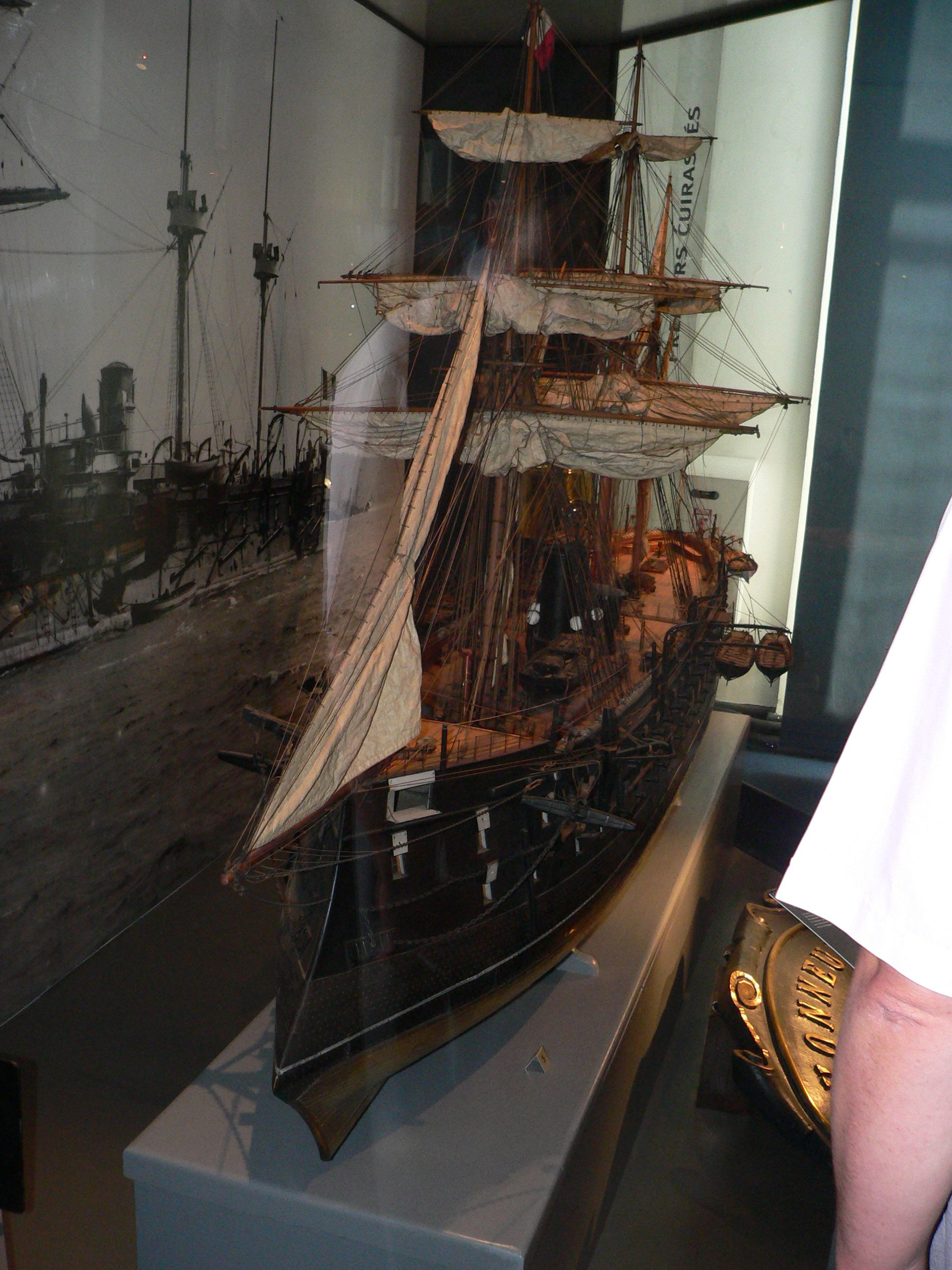
Maquette du Solférino, vaisseau cuirassé, 1861 (Musée national de la Marine, Paris) 3.
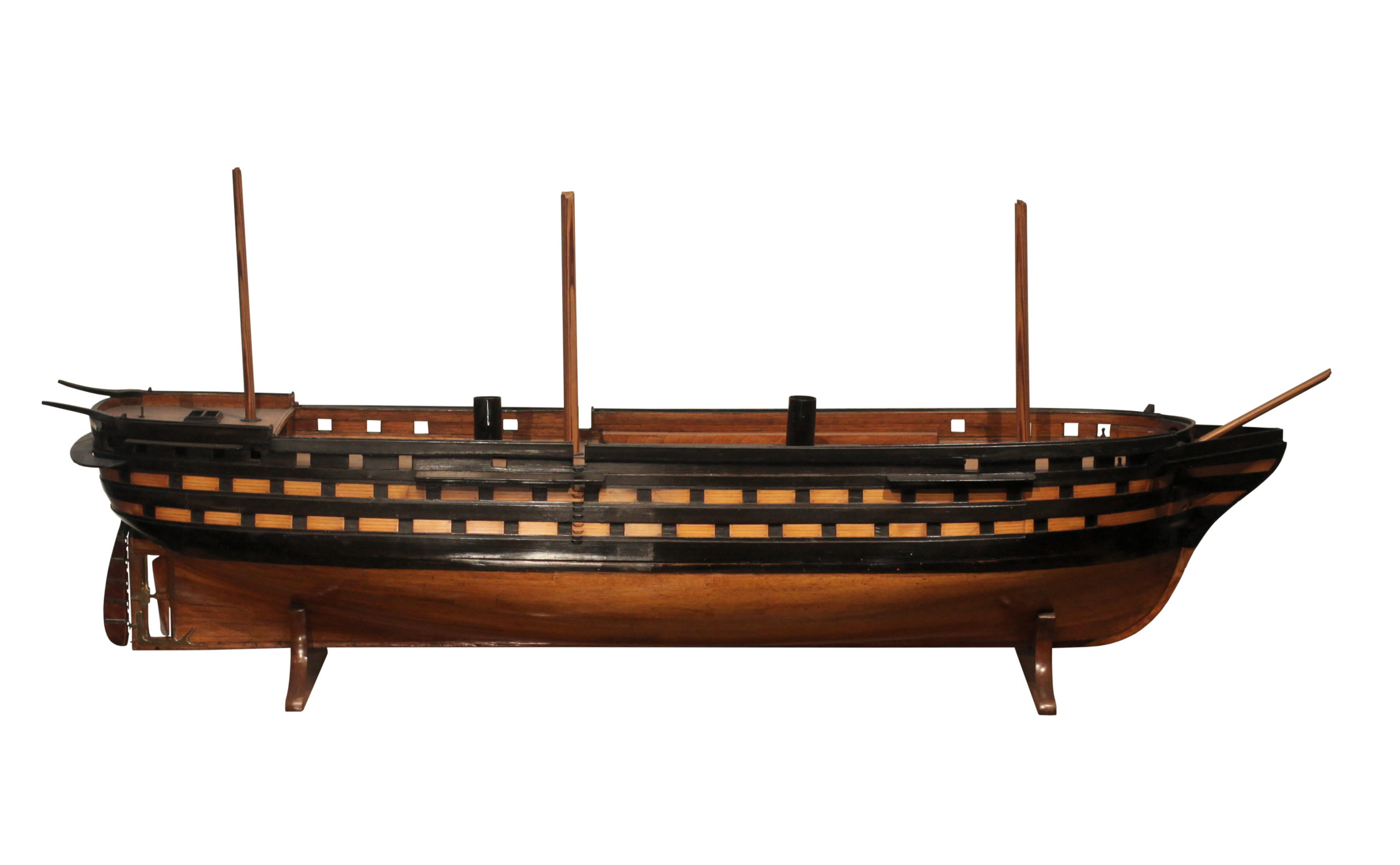
Model workshop of Toulon arsenal.

Dupuy de Lôme est mort d’un cancer, à son domicile, 374 rue Saint-Honoré dans le 1er arrondissement de Paris, le 1er février 1885. Ses obsèques n’eurent lieu à Toulon que le 29 novembre 1885. Plus de 2 000 personnes y assistaient, dont tous les ingénieurs du génie maritime. Derrière le cercueil, un ouvrier portait sur un coussin de velours noir les nombreuses décorations du défunt. Victor Legrand, directeur des constructions navales, prononça un discours dans lequel il retraça les grandes étapes de la vie de l'illustre ingénieur. Après la cérémonie religieuse, il est enterré au cimetière central de Toulon.
Deux statues ont été érigées en son honneur, l'une à Lorient, l'autre à La Ciotat. Cette dernière a été envoyée à Lorient au début des années 1960. Une plaque commémorative orne également un pilier d'entrée de sa maison natale à Ploemeur. Depuis 2016, en commémoration de son bicentenaire, un buste fabriqué avec la technologie d'impression 3D est présent au domaine de Soye.

## Citations
« Quand on a en tête des innovations aussi considérables, il faut attendre l'occasion favorable de les faire réussir; autrement on se brise, sans profit pour personne, contre l'étonnement des gens que rien n'a préparés à vous entendre. »

## Publications
- Stanislas Charles Henri Laurent Dupuy de Lôme, Note sur l'aérostat à hélice, construit pour le compte de l’État, sur les plans et sous la direction de M. Dupuy De Lôme, Paris, Gauthier-Villars, 1872, 67 p., 1 vol. ; 9 pl. ; in-4° (OCLC 419743534, lire en ligne).

## Distinctions

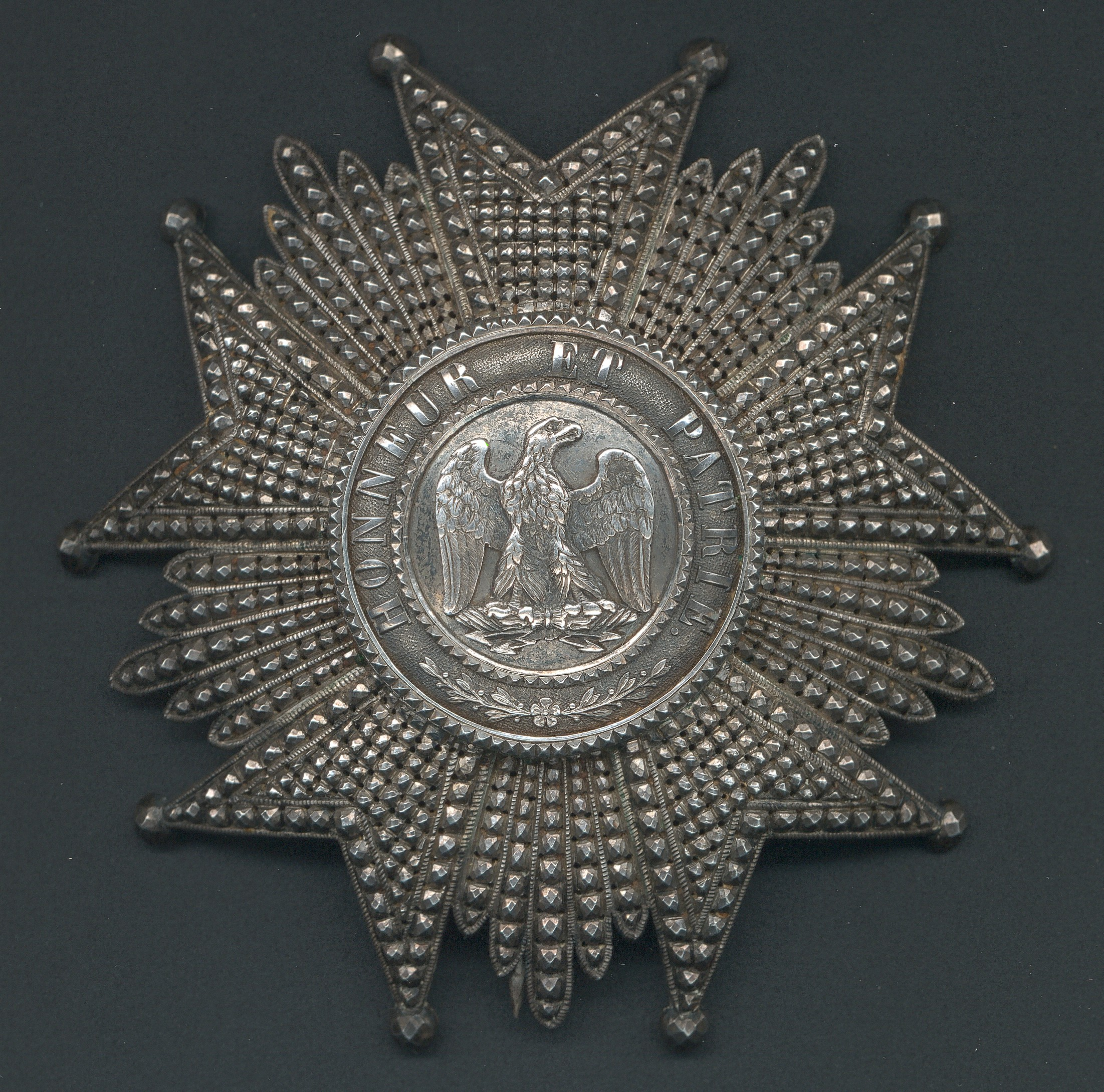
Plaque de grand-officier de l'ordre impérial de la Légion d'honneur, direction du Matériel.

Il a obtenu la grande médaille d'honneur de l'Exposition universelle de Paris pour avoir « construit les premiers vaisseaux à hélice à grande vitesse ».
- Grand officier de la Légion d'honneur le 31 décembre 1863
- Commandeur de la Légion d'honneur le 15 août 1858
- Chevalier de la Légion d'honneur en 1845

Officiellement et tel qu'indiqué dans sa propre biographie, outre les grades de la Légion d'honneur, il a reçu les médailles de :
- l'ordre des Saints-Maurice-et-Lazare ;
- l'ordre du Médjidié ;
- l'ordre royal du Saint-Sauveur de Grèce ;
- l'ordre de Notre-Dame de Guadalupe du Mexique.

## Hommages

### Monuments

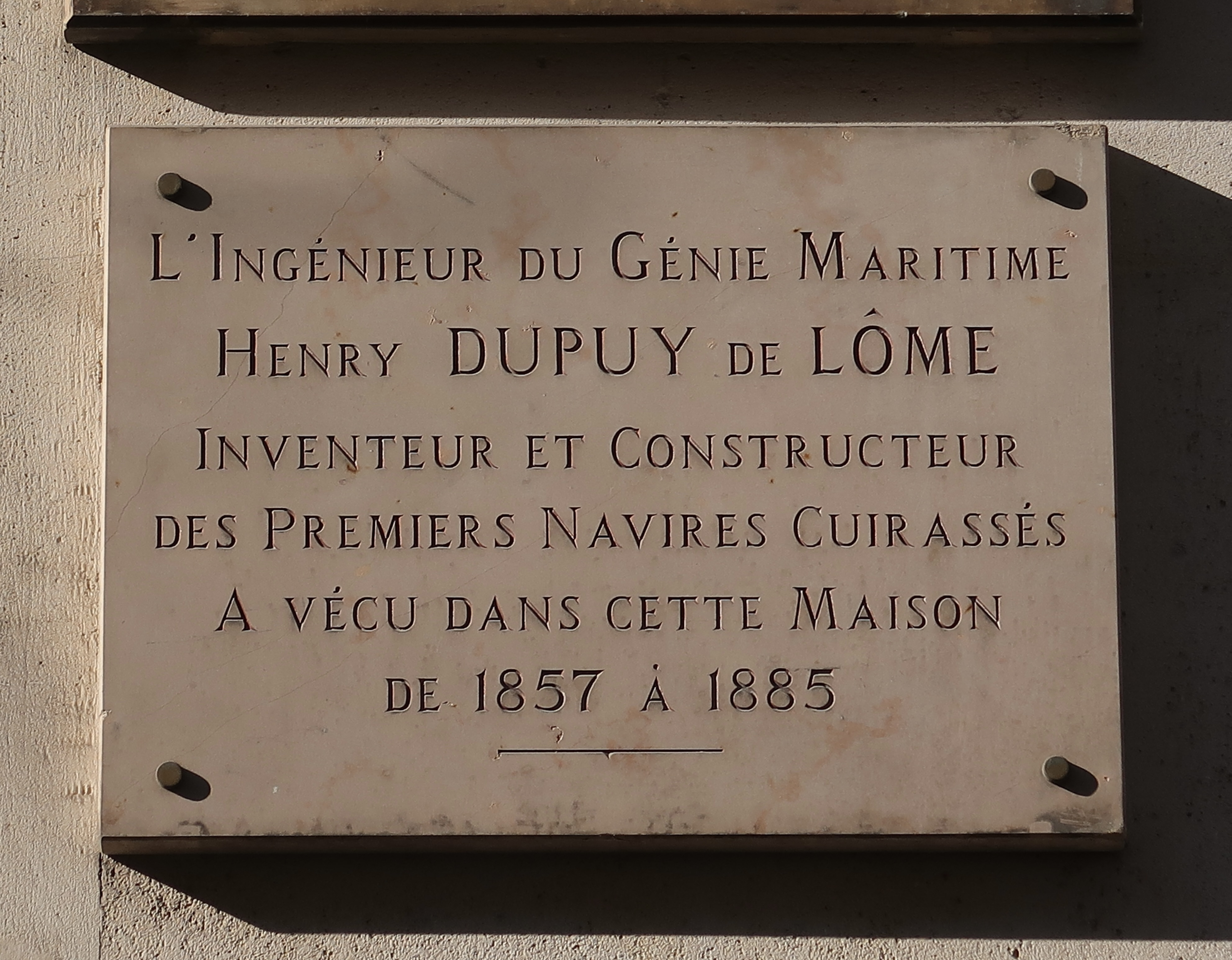
Plaque au 374 de la rue Saint-Honoré à Paris.

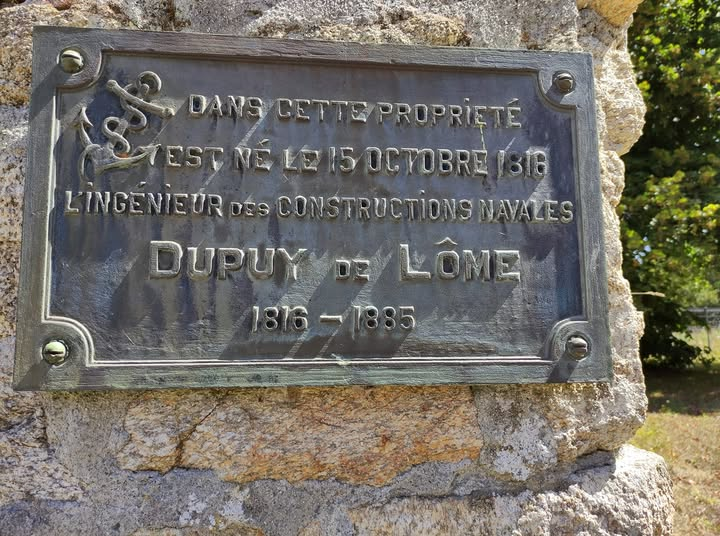
Plaque commémorant le lieu de naissance de l'ingénieur à Soye à Ploemeur

En 1898, un comité Dupuy de Lôme est créé en vue d’ériger une statue à Lorient. « Nulle part, dit l'amiral Ménard, il ne pouvait être mieux placé que dans la ville natale de celui qu’il célèbre, près du collège qui a vu commencer sa brillante carrière. » Elle sera placée sur la place d'armes face à l'état-major de la marine.

Le sculpteur Pierre-Marie-François Ogé fut chargé du dessin et de l’exécution de la maquette. Il représente Dupuy de Lôme en pied, haut de 3 m, en grande tenue d’ingénieur, sur un socle de granit de 4 mètres de haut. Le bronze est dynamique, la tête puissante, « les yeux bienveillants et chercheurs ». Sur la face avant du socle, un génie de bronze, les ailes déployées, se tient sur l’éperon d’un cuirassé ; sur le côté droit est représenté le Napoléon, sur la face gauche, un ballon dirigeable. L’inauguration de ce monument fit l'objet d’une cérémonie grandiose qui associa la Marine française et la population de Lorient, port de guerre dans un hommage enthousiaste au savant disparu. Elle est fondue sous le régime de Vichy, dans le cadre de la mobilisation des métaux non ferreux.

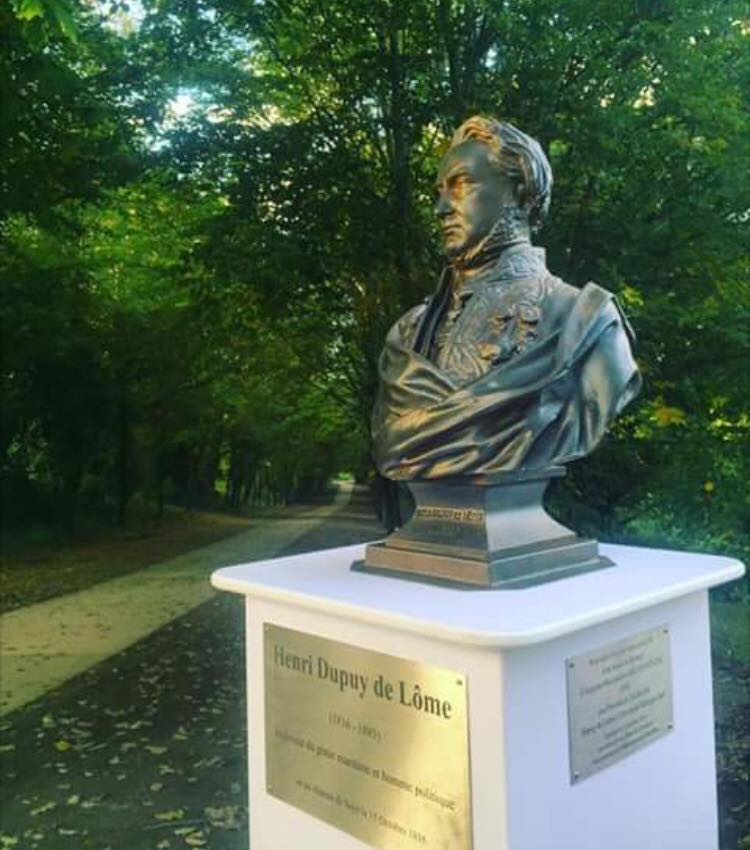
Buste de Dupuy de Lôme inauguré au domaine de Soye à Ploemeur, le 15 octobre 2016 jour de son bicentenaire.

Les chantiers de la Méditerranée (Cie des Messageries maritimes) fera exécuter une copie en 1905 alors érigée dans la cour d'honneur de la direction du site (ancien couvent des Bernardines, à l'actuel emplacement de l'hôtel de ville de La Ciotat). Déboulonnée dans les années 1960 lors de la modernisation et du réaménagement du chantier, elle est alors transférée, à une date, inconnue à Lorient pour être replacée sur un piédestal face à la direction du port.
De nos jours, cette statue étant dans le périmètre de l'entreprise DCNS, elle n'est plus visible par le public.
Une plaque commémorative existe également à l'entrée du château de Soye et sur l'immeuble où il résidait à Paris, au no 374 rue Saint-Honoré, de 1857 à 1885.
De nombreuses villes ont nommé des rues en son honneur (Brest, Lorient, Ploemeur, La Ciotat, Toulon, Paris, Indret, Lille...).

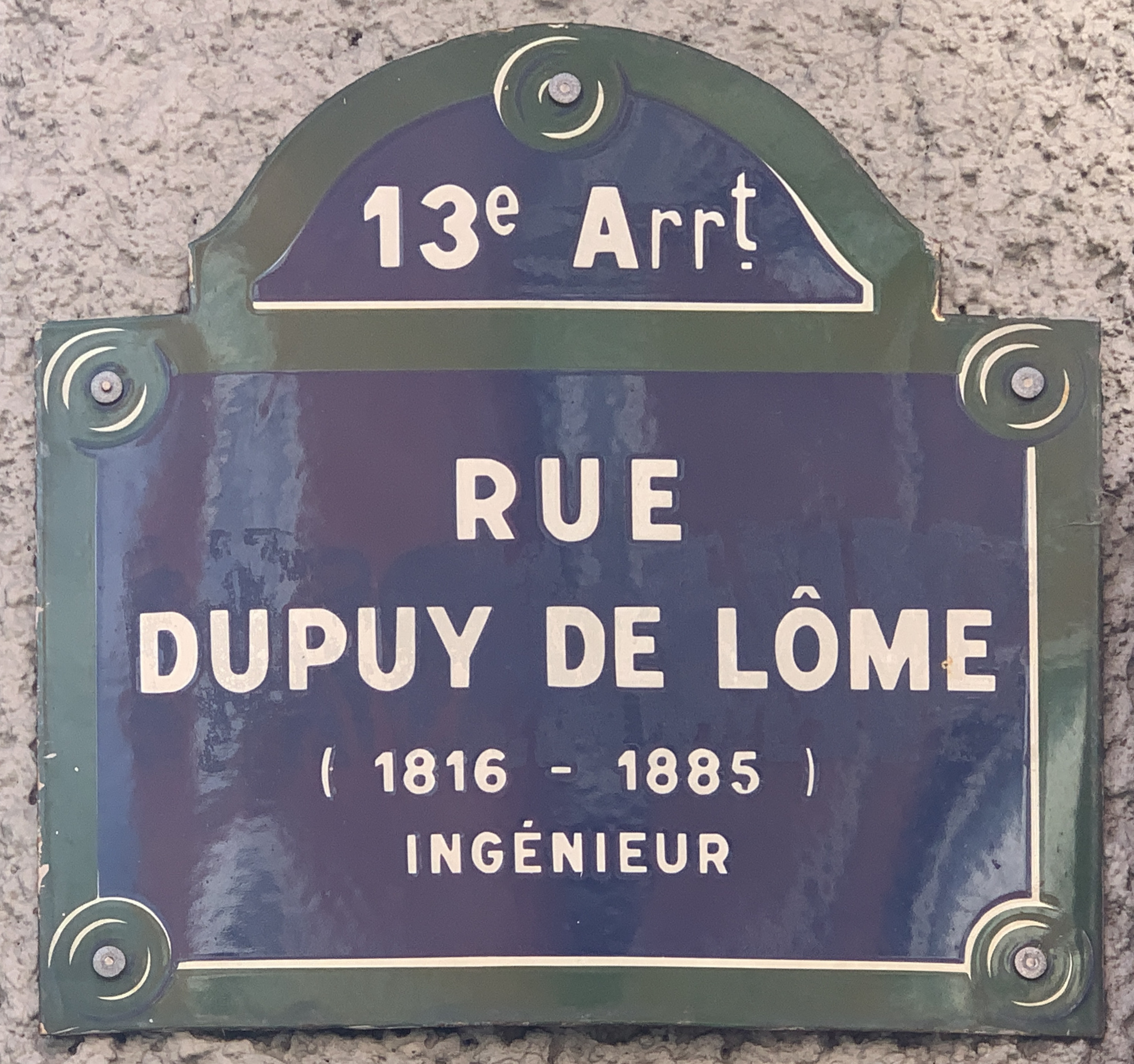
Rue Dupuy de Lôme - Paris XIII

Le principal lycée de Lorient et un lycée de Brest portent également le nom de Dupuy de Lôme, ainsi que l'Institut de Recherche Dupuy de Lôme (IRDL), un institut de recherche en sciences pour l'ingénieur créé en 2016.
Un buste reproduit en impression 3D par les laboratoires de l'Université de Bretagne sud (IRDL Plateau composiTIC) a été inauguré dans sa propriété natale au château de Soye, le 15 octobre 2016, jour du bicentenaire de sa naissance par Ronan Loas, Maire de Ploemeur, Vice-Président du Conseil Général du Morbihan, Claudie Le Bihan adjointe à la culte de Ploemeur et Mickael Sendra, président de l'association locale Mémoire de Soye. Initialement situé face au musée des baraques, il est restauré durant l'année 2024. Il est remis en place sur un nouveau socle en granit devant sa maison natale le 19 décembre 2024.

### Bâtiments
La Marine nationale française a donné son nom successivement à quatre bâtiments :
- Dupuy-de-Lôme, un croiseur cuirassé lancé en 1887 ;
- Dupuy-de-Lôme, un dirigeable militaire construit en 1912.
- Dupuy de Lôme, un sous-marin lancé en 1915 ;
- Dupuy-de-Lôme, un navire collecteur de renseignements lancé en 2004 ;

## Anecdote littéraire
Dupuy de Lôme fit ses études au collège de Lorient. On le montre souvent très bon élément. En réalité, « son indépendance et la vivacité de son caractère le poussèrent parfois à quelques sottises. Le séquestre et les colles du dimanche ne lui furent pas inconnus ; et bien que son intelligence rêvât ou travaillât constamment, la servitude de s’astreindre à toute obligation, lui était pénible. […] Pour preuve ce quatrain qui nous reste dans ses essais poétiques:
Paresse des humains, douce et puissante reine,

Heureux ceux qui, soumis à ta paisible Loi,

Laissent couler leurs jours sans se donner la peine

De se révolter contre toi

Selon certains, Henri Dupuy de Lôme et Gustave Zédé auraient conseillé Jules Verne en 1869 au sujet du sous-marin le Nautilus de Vingt mille lieues sous les mers. Une exposition consacrée à la comparaison entre le mythe de Jules Verne et la réalité du sous-marin Gymnote, au musée du Flore à Lorient en 2017 tends à démontrer qu'il ne peut pas y avoir de lien ingénierie entre les deux vaisseaux.